# Liste des circonscriptions législatives du Cantal
Le département français du Cantal est, sous la Cinquième République, constitué de deux circonscriptions législatives, ce nombre étant stable depuis 1958. Leurs limites ont été redéfinies lors du redécoupage de 1986, mais n'ont pas été affectées par celui de 2010, en vigueur à compter des élections législatives de 2012.

## Présentation
Par ordonnance du 13 octobre 1958 relative à l'élection des députés à l'Assemblée nationale, le département du Cantal est constitué de deux circonscriptions électorales.
Lors des élections législatives de 1986 qui se sont déroulées selon un mode de scrutin proportionnel à un seul tour par listes départementales, le nombre de deux sièges du Cantal a été conservé.
Le retour à un mode de scrutin uninominal majoritaire à deux tours en vue des élections législatives suivantes, a maintenu ce nombre de deux sièges,, selon un nouveau découpage électoral.
Le redécoupage des circonscriptions législatives réalisé en 2010 et entrant en application à compter des élections législatives de juin 2012, n'a modifié ni le nombre ni la répartition des circonscriptions du Cantal.

## Composition des circonscriptions

### Composition des circonscriptions de 1958 à 1986
À compter de 1958, le département du Cantal comprend deux circonscriptions.
- 1re circonscription : Pleaux, Salers, Cernin, Laroquebrou, Aurillac-Nord, Aurillac-Sud, Vic-sur-Cère, Saint-Mamet, Maurs et Montsalvy.
- 2e circonscription : Champs, Saignes, Mauriac, Riom, Condat, Allanche, Murat, Massiac, Saint-Flour-Nord, Ruynes, Saint-Flour-Sud, Pierrefort et Chaudes-Aigues.

### Composition des circonscriptions depuis 1988
À compter du découpage de 1986, le département du Cantal comprend deux circonscriptions correspondant aux anciens cantons suivants :
- 1re circonscription : Arpajon-sur-Cère, Aurillac-I, Aurillac-II, Aurillac-III, Aurillac-IV, Jussac, Laroquebrou, Maurs, Montsalvy, Saint-Cernin, Saint-Mamet-la-Salvetat, Vic-sur-Cère, soit l'ensemble de l'arrondissement d'Aurillac.
- 2e circonscription : Allanche, Champs-sur-Tarentaine-Marchal, Chaudes-Aigues, Condat, Massiac, Mauriac, Murat, Pierrefort, Pleaux, Riom-ès-Montagnes, Ruynes-en-Margeride, Saignes, Saint-Flour-Nord, Saint-Flour-Sud, Salers, soit les arrondissements de Mauriac et Saint-Flour.

À la suite du redécoupage des cantons de 2014, les circonscriptions législatives ne sont plus composées de cantons entiers mais continuent à être définies selon les limites cantonales en vigueur en 2010. Les circonscriptions sont ainsi composées des cantons actuels suivants :
- 1re circonscription : cantons d'Arpajon-sur-Cère, Aurillac-1, Aurillac-2, Aurillac-3, Maurs, Naucelles (sauf communes de Saint-Chamant et Saint-Projet de-Salers), Saint-Paul-des-Landes et Vic-sur-Cère, soit l'ensemble de l'arrondissement d'Aurillac.
- 2e circonscription : cantons de Mauriac, Murat, Neuvéglise, Riom-ès-Montagnes, Saint-Flour-1, Saint-Flour-2 et Ydes, ainsi que les communes de Saint-Chamant et Saint-Projet-de-Salers, soit les arrondissements de Mauriac et Saint-Flour.